# Melanosuchus fisheri
O jacaré-açu-miocénico (Melanosuchus fisheri) também referido como jacaré-preto-miocénico ou jacaré-gigante, é uma espécie extinta de jacaré, que viveu nas regiões amazônicas durante o Mioceno superior.

## Descrição
O jacaré-gigante era significativamente maior que seu parente moderno, podendo medir cerca de 6,1 metros de comprimento e pesar mais de 1.100 kg. Morfologicamente falando, o jacaré gigante era muito similar ao jacaré-açu moderno, mas com maiores adaptações a vida aquática, vivendo no habitat onde hoje se situa a Venezuela, é bem presumido que o jacaré gigante tenha se sobreposto as áreas amazônicas engolidas pelo mar, podendo haver desenvolvido adaptações para a vida marítima. 

## Distribuição
A espécie presumivelmente ocorria na Venezuela, e por todo o Norte sul-americano. Vivendo nos pântanos, manguezais e costas marítimas. 